# Jörg Müllner
Jörg Müllner (* 1967 in Amberg, Oberpfalz) ist Autor und Regisseur zahlreicher zeitgeschichtlicher Dokumentationen.

## Leben
Der studierte Historiker arbeitete als Zeitungsredakteur und wechselte 1994 zum Fernsehen. Seitdem zeichnet er als Autor und Regisseur verantwortlich für zahlreiche, weltweit ausgestrahlte Primetime-Dokumentationen. 2009 zeigte das ZDF seine Dokumentationen „Baby Bundesrepublik – Wie die Demokratie laufen lernte“ sowie „Flucht in die Freiheit – Mit dem Mut der Verzweiflung“ über spektakuläre Mauerfluchten. Für seine dreiteilige Dokumentation "Göring – Eine Karriere" (2006), in der erstmals Filme aus Hermann Görings Privatarchiv präsentiert wurden, erhielt er beim New York Festival die World Medal in Gold und beim TV Festival in Shanghai den Magnolia-Award in Gold. Er ist Verfasser zahlreicher Buchbeiträge zu zeitgeschichtlichen Themen. Jörg Müllner lebt in Wiesbaden.
2004 gründete er als Geschäftsführer die Produktionsfirma History Media GmbH, die Dokumentationen zu zeitgeschichtlichen Themen produziert, zuletzt „Der Angriff auf Europa“ (ZDF 2009), „Majestät! Der König von Jordanien“ (2008), „Hitlers Österreich“ (2008), „Mythos und Wahrheit – Der Kennedy-Mord“ (2007), „Rommels Krieg“ und „Rommels Schatz“ (2007).

## Filme
- „Hitlers Helfer - Eichmann“
- „Hitlers Krieger - Manstein“
- „Das deutsche Wirtschaftswunder“
- „Der Feuersturm“
- „Kanzler – Ludwig Erhard“
- „Hitlers Frauen – Zarah Leander“
- „Die Große Flucht - Der Untergang der Wilhelm Gustloff“
- „Versenkt die Bismarck!“
- „Luftkampf über Deutschland“
- „Entscheidungsschlacht El Alamein 1942“
- „Die SS - Heydrichs Herrschaft“
- „Die Gefangenen - Folge 1: Ab nach Sibirien!“ Universum-Film, München 2004, mit Heiner Wember
- „Stalingrad“
- „Sie wollten Hitler töten“
- „Der Sturm - Die Todesfalle“
- „Hitlers Manager – Speer“
- „Der Bunker - Hitlers Ende“
- „Rivalinnen.“
- Geheimakte Mauerbau, 9. August 2011, ZDF
- Die Jahrhundertfälschung: Hitlers Tagebücher. ZDFzeit, 2013.
- Der Kennedy-Mord – Mythos und Wahrheit